# On the Town: Pete Malinverni Plays Leonard Bernstein
On the Town: Pete Malinverni plays Leonard Bernstein ist ein Jazzalbum von Pete Malinverni. Die am 11. April 2021 in den Van Gelder Studios, Englewood Cliffs entstandenen Aufnahmen erschienen am 14. Januar 2022 auf dem Label Planet Arts.

## Hintergrund
Trotz des Albumtitels On the Town, umfasst das Album Malinvernis mehr als nur die Musik aus dem gleichnamigen Broadway-Musical von Leonard Bernstein aus dem Jahr 1944. Auf dem Album interpretiert er neun Bernstein-Favoriten neu, zusammen mit einer neuen Eigenkomposition Malinvernis, die zu Ehren des Komponisten geschrieben wurde. Neben Stücken aus On the Town spielte der Pianist mit einem Trio auch Musik aus Wonderful Town und West Side Story; „Simple Tune“ stammt aus Bernsteins „Mass“. Hinzu kommt Malinvernis eigene Komposition „(A Night) on the Town“. Mit Pete Malinverni am Piano spielten Ugonna Okegwo am Bass und Jeff Hamilton am Schlagzeug.
Der Opener „New York New York“ ist nicht der (vor allem durch Frank Sinatra) bekannte Lobgesang auf den „Big Apple“ von John Kander und Fred Ebb, sondern die überschwängliche Hymne auf die Stadt, die von einem Trio aus Matrosen auf einem eintägigen Urlaub in On the Town gesungen wird.

## Titelliste
- Pete Malinverni: On the Town: Pete Malinverni plays Leonard Bernstein (Planet Arts 302124)[2]

1. New York New York 5:05
2. Lucky to Be Me 5:37
3. Somewhere 5:18
4. Cool 5:33
5. Simple Song 6:05
6. I Feel Pretty 6:00
7. Lonely Town 14:16
8. Some Other Time 5:04
9. It’s Love 8:04
10. A Night on the Town (Pete Malinverni) 6:09

Wenn nicht anders vermerkt, stammen die Kompositionen von Leonard Bernstein.

## Rezeption
Nate Chinen schrieb in Take Five bei WBGO, On the Town sei (im Vergleich mit Steven Spielbergs West Sie Story) eine Neuerfindung der anderen Art, ein tadelloser Songbook-Gruß an den Maestro, einschließlich einiger Auszüge aus der West Side Story. Darunter ist „Cool“, das klassische Versatzstück, durchdrungen von Jazz-Harmonien; Man könne erleben, wie Malinverni und seine Partner das Motiv über einem Swing-Tempo bearbeiten, getreu dem Titel.

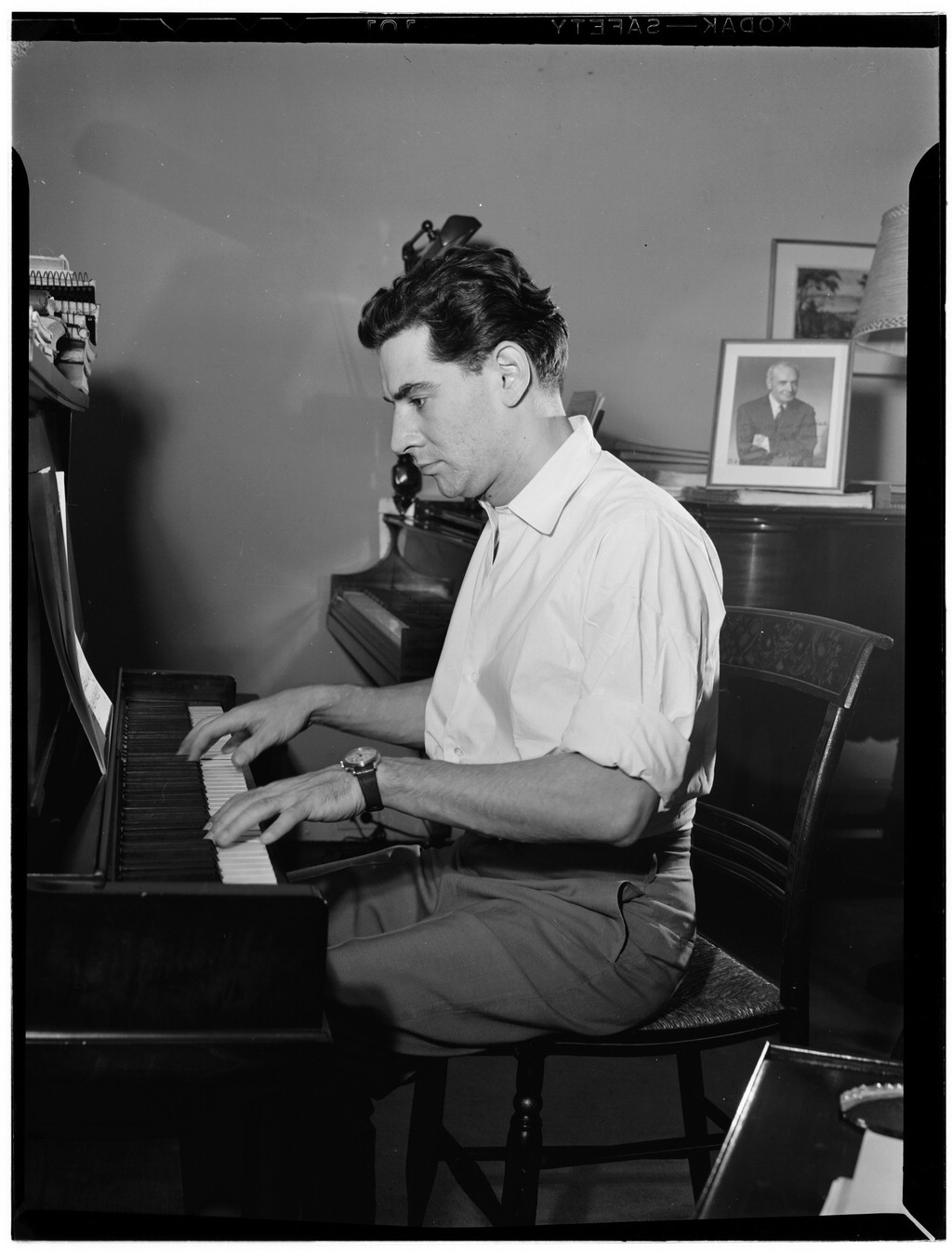
Leonard Bernstein in seinem New Yorke Apartment, zw. 1946 und 1948. Fotografie von William P. Gottlieb

Nach Ansicht von Pierre Giroux, der das Album in All About Jazz rezensierte, hüpft und tanzt Malinverni über die Tasten, um ein Gefühl für Bewegung zu vermitteln, während Okegwo und Hamilton einen rhythmischen Hintergrund liefern, der einen übereinstimmenden Sinn für musikalische Werte zeigt. In „Somewhere“, das aus der West Side Story stammt, baue das Trio einen schönen Groove im mittleren Tempo auf, wobei Malinverni immer die Melodie im Auge behalte. Er würde nie vergessen, wo er ist, und selbst wenn er einige komplizierte Improvisationen einführt, sei er vollkommen im Moment. „Cool“ werde von Okegwo und Hamilton vorangetrieben, wobei letzterer das Kommando mit den Eröffnungs- und Schlussstatements übernimmt. Dazwischen sorge Malinverni dafür, dass weder rhythmisch noch melodisch noch harmonisch Noten verschwendet werden.
Ebenfalls in All About Jazz schrieb Jack Bowers, Bernsteins Musik klinge auch hier ziemlich gut, dank Malinvernis Klavier und der unbestechlichen Unterstützung durch den Bassisten Ugonna Okegwo und den Schlagzeuger Jeff Hamilton. Malinvernis sei eine clevere harmonische Synthese mehrerer Bernstein-Melodien gelungen. Dessen unheimliches Ohr für eine liebliche Melodie sei überall präsent, wie bei „Lucky to Be Me“, „Somewhere“, „I Feel Pretty“, „Lonely Town“, „Some Other Time“ und „It’s Love“. Malinverni sei ein hervorragender Pianist, und es würde einfach keine Rhythmusgruppe geben, die ernsthafter und angenehmer unterstützen könnte als Okegwo und Hamilton.